# AEW Dark: Elevation
AEW Dark: Elevation, también conocido como Dark: Elevation o simplemente Elevation, fue un programa de televisión de entretenimiento deportivo de lucha libre profesional producido por All Elite Wrestling. El show se transmitía todos los lunes en su canal de YouTube a las 7 p. m. ET. El programa es una subserie de Dark que cuenta con luchas grabadas antes y después del episodio anterior del programa insignia de AEW Dynamite, y contará con talentos emergentes en AEW, así como luchadores del circuito independiente.

## Historia
El 2 de octubre de 2019, el programa insignia de All Elite Wrestling (AEW) llamado "Dynamite", se estrenó en TNT. Durante el evento, hubo cuatro luchas no televisadas, dos antes y dos después de la transmisión en vivo. Un programa titulado "Dark", que comenzó a transmitirse en el canal de YouTube de AEW el martes 8 de octubre, luego se convirtió en el hogar de los luchas no televisadas de AEW. A diferencia de los combates de otras empresas de lucha libre, estos combates en Dark son parte de las historias de AEW y cuentan para las estadísticas de lucha de los luchadores. Aunque, no suele haber ninguna promo lucha libre ni continuidad en las principales rivalidades ya que este show se centra en mostrar a promesas de las indies para que tengan más alcance.
El 24 de febrero de 2021, AEW anunció que una nueva subserie de Dark se estrenaría el lunes 15 de marzo titulada Dark: Elevation. Este es ahora el tercer programa televisado de la promoción, después de Dynamite y Dark, y se emite los lunes por la noche a las 7 p. m. ET, también en el canal de YouTube de AEW. Elevation contará con las estrellas emergentes y establecidas de la promoción, así como con los mejores luchadores independientes del circuito independiente. Al igual que Dark, los partidos en el nuevo programa también mantendrán la continuidad de la historia y las estadísticas de partidos con la otra programación de AEW. También se anunció que el nuevo firmante y veterano de la lucha libre Paul Wight, anteriormente conocido como The Big Show en la WWE, haría comentarios para Elevation junto a Tony Schiavone.

## Comentaristas
| Nombre                      | Fecha                          |
| --------------------------- | ------------------------------ |
| Paul Wight & Tony Schiavone | 15 de marzo de 2021 – presente |